# Кот Саймона
Кот Саймона (англ. Simon’s Cat) — британский веб-мультсериал за авторством Саймона Тофилда, создаваемый при помощи Adobe Animate. В каждом эпизоде главный персонаж — домашний кот, прибегающий к разнообразным способам привлечь внимание хозяина, чтобы тот покормил его, впустил в дом, погладил и так далее. Поведение Кота Саймона очень похоже на поведение реальных кошек, хотя и представлено в гротескном виде. Названия фильмов часто являются игрой английских слов и не поддаются дословному переводу на русский язык без потери смысла. Каждая серия снабжается слоганом-тизером, кратко описывающим сюжет.
В интервью журналу «Your Cat» Саймон Тофилд сказал, на создание мультфильмов его вдохновляют три его кота — Хью, Джесс и Мэйси, особенно первый.
В январе 2009 года было объявлено, что «Кот Саймона» будет издан в виде книги. Canongate выпустило книгу 1 октября 2009 года в Великобритании. Пятый эпизод Кота Саймона «Hot Spot» был выпущен 28 сентября 2009 года, незадолго до выхода книги.
В ноябре 2010 года в свет вышла вторая книга «Simon’s Cat: Beyond the Fence» («Кот Саймона сам по себе»), в которой хулиганистый кот отправляется навстречу новым приключениям, которые ждут его не только в стенах хозяйского дома.
Среди автомобилистов популярны наклейки на бензобак, на которых голодный кот с укоризненно-требовательным видом показывает на крышку бака, как на миску.

## Эпизоды

### Главная серия
| №  | Оригинальное название       | Варианты русского названия                                                                                     | Дата выхода                                                                           | Описание | Примечания |
| -- | --------------------------- | --- | ------------------------------------------------------------------------------------- | --- | --- |
| 1  | Cat Man Do                  | «Кот, каким его делает человек» (буквальный перевод, с учётом правил британского английского языка)(«Бой-кот») | 04.03.2008 (на YouTube)                                                               | Голодный Кот решается на крайние меры, чтобы разбудить хозяина. | По-английски созвучно слову «Катманду». «Лучшая комедия» на British Animation Awards 2008Приз «А это – для мамы!» на 16 фестивале «КРОК» (2009) |
| 2  | Let Me In!                  | «Впусти меня!»                                                                                                 | 04.03.2008 (на YouTube)                                                               | Голодный Кот идёт на всё более отчаянные меры, чтобы пробраться внутрь. | Приз «Самая выдающаяся анимация» на 7-м Animae Caribe, карибском фестивале анимационных фильмов. |
| 3  | TV Dinner                   | «Обед перед телевизором»                                                                                       | Сначала на канале BBC2 «The Culture Show», затем 15.07.2008 на YouTube                | Голодный кот идёт на отчаянные меры, чтобы привлечь внимание хозяина. | |
| 4  | Fly Guy                     | «Спец по мухам» («Летающий парень»)                                                                            | 24.07.2009 (на YouTube)                                                               | Голодный кот предпринимает всё более безрассудные меры, чтобы поймать муху. | Английское fly имеет два значения: «летать» и «муха», что нашло отражение в сюжете. |
| 5  | Hot Spot                    | «Тёплое местечко»                                                                                              | 28.09.2009                                                                            | Требовательный Кот идёт на всё, чтобы погреться и оказаться в центре внимания. | В серии Саймон рисует книгу о своём коте: очередная серия мультфильма вышла перед выходом книги «Кот Саймона». |
| 6  | Snow Business               | «Снегобизнес»                                                                                                  | Первая часть вышла незадолго до Рождества 2009 года Полностью — на YouTube 10.02.2010 | Любопытный Кот открывает для себя снег. | По-английски созвучно понятию «шоу-бизнес». |
| 7  | The Box                     | «Коробка» | 18.08.2010 (на YouTube)                                                               | Любопытный Кот исследует пустую картонную коробку. | |
| 8  | Cat Chat                    | «Кошачья болтовня»                                                                                             | 07.10.2010 (на YouTube)                                                               | Любопытный кот попадает в колкую ситуацию. | |
| 9  | Lunch Break                 | «Перерыв на обед»                                                                                              | 12.11.2010 (на YouTube)                                                               | Озорной кот портит трапезу. | |
| 10 | Santa Claws                 | «Санта-Мяус»                                                                                                   | 10.12.2010                                                                            | Любопытный Кот открывает Рождество. | Английское claws созвучно Claus, но означает «когти». |
| 11 | Sticky Tape                 | «Липкая лента»                                                                                                 | 28.02.2011                                                                            | Любопытный кот попадает в липкую ситуацию. | |
| 12 | Hop It                      | «Удирай» | 21.04.2011                                                                            | Игривый Кот встречает своего соперника. | |
| 13 | Hidden Treasure             | «Спрятанный клад»                                                                                              | 16.06.2011                                                                            | Игривый Кот обнаруживает скрытые чудеса. | |
| 14 | Cat & Mouse                 | «Кот и мышь»                                                                                                   | 02.09.2011 (на YouTube)                                                               | Настойчивый Кот помогает Саймону закончить работу. | |
| 15 | Double Trouble              | «Двойные неприятности»                                                                                         | 07.10.2011                                                                            | Новоприбывший вызывает хаос. | |
| 16 | Catnap                      | «Кошкосон» (букв. «Сон урывками»)                                                                              | 23.11.2011                                                                            | Сонный Котёнок хочет пообниматься. | |
| 17 | Fowl Play                   | «Игра в дичь»                                                                                                  | 14.12.2011                                                                            | Хитроумный Кот замышляет рождественскую шалость. | Английское выражение fowl play созвучно спортивному термину fair play. |
| 18 | Shelf Life                  | «Жизнь на полке» (можно также перевести как «Срок хранения»)                                                   | 14.03.2012                                                                            | Беззаботный Кот убивает время. | |
| 19 | Tongue Tied                 | «Онемевший» | 25.05.2012                                                                            | Любознательный Кот охотится на жабу. | |
| 20 | Window Pain                 | «Расстройство за окном»                                                                                        | 09.07.2012                                                                            | Игривый Кот помогает хозяину мыть окно. | |
| 21 | Ready, Steady, Slow!        | «На старт, внимание, медленно!»                                                                                | 04.08.2012                                                                            | Один голодный мешает пересечь финишную черту. | Фильм снят в преддверии летних олимпийских игр в Лондоне. |
| 22 | Springtime                  | «Весенняя пора» («Время пружины»)                                                                              | 04.10.2012                                                                            | Голодный Кот достигает новых высот в поисках ужина. | Английское spring переводится и как «весна», и как «пружина», что и отражено в сюжете. Полноценный перевод названия без потери игры слов невозможен. |
| 23 | Fetch                       | «Уловка» («Принеси»)                                                                                           | 29.10.2012                                                                            | Игривый Пёс не даёт Коту бездельничать. | Английский термин fetch означает одновременно команду для дрессировки собак и хитроумный трюк, чтобы избавиться от чего-то нежелательного — как в эпизоде, где игривый пёс докучает коту. |
| 24 | Nut Again                   | «Шевели мозгами» («Ещё орешки»)                                                                                | 23.11.2012                                                                            | Проворный противник заставляет Кота бегать по кругу. | |
| 25 | Icecapade                   | Приблизительно можно перевести как «Эскападать» — синтез слов эскапада (экстравагантная выходка) и падать.     | 07.12.2012                                                                            | Кот встречает гнома, чтобы немного весело порыбачить. | Серия названа в честь Ice Capades — ледового шоу с 50-летней историей. |
| 26 | Feed Me                     | «Покорми меня»                                                                                                 | 04.02.2013                                                                            | Нетерпеливый Кот не может ждать. | |
| 27 | Screen Grab                 | «Лови экран»                                                                                                   | 12.04.2013                                                                            | Стоп, воспроизведение, лапы и перемотка. | Английский термин grab также означает «внезапную попытку схватить», что и происходит в эпизоде. |
| 28 | Flower Bed                  | «Цветник» | 14.06.2013                                                                            | Садовые забавы. | |
| 29 | Suitcase                    | «Чемодан» | 02.08.2013                                                                            | Изобретательный Кот превышает норму багажа. | |
| 30 | Mirror Mirror               | «Зеркало, зеркало»                                                                                             | 13.09.2013                                                                            | Опасливому Коту бросает вызов хорошо знакомый соперник. | |
| 31 | Scary Legs                  | «Страшные лапы»                                                                                                | 25.10.2013                                                                            | Жаждущий внимания Кот сплетает сеть, чтобы поймать внимание хозяина. | Серия вышла к Хэллоуину. |
| 32 | Christmas Presence (Part 1) | «Близость Рождества (часть 1)»                                                                                 | 07.12.2013                                                                            | Праздничный кот отправляется искать рождественские развлечения. | |
| 33 | Christmas Presence (Part 2) | «Близость Рождества (часть 2)»                                                                                 | 17.12.2013                                                                            | Коварный Кот замышляет рождественский трюк! | |
| 34 | Smitten                     | «Ошеломлённый»                                                                                                 | 03.02.2014                                                                            | Охваченный любовью Кот пытается произвести впечатление на свою возлюбленную. | Серия вышла ко Дню всех влюблённых. |
| 35 | Crazy Time                  | «Очумелый момент»                                                                                              | 03.04.2014                                                                            | Бешеный Кот охвачен безумием! | |
| 36 | Pawtrait                    | «Лапартрет» | 05.06.2014                                                                            | Страстно любящий хозяин пытается запечатлеть памятный момент! | Оригинальное название является соединением английских слов paw («лапа») и portrait («портрет»). |
| 37 | Hot Water                   | «Горячая вода»                                                                                                 | 31.07.2014                                                                            | Голодный Кот отправляется на поиски еды и задаёт хозяину жару! | |
| 38 | Washed Up                   | «Стирка» | 05.09.2014                                                                            | Сонный Кот разбужен и разочарован! | |
| 39 | Scaredy Cat                 | «Пуганый хозяин и кота боится»                                                                                 | 09.10.2014                                                                            | Страшный Кот превращает своего хозяина в пуганую ворону! | Серия вышла к Хэллоуину. Английское выражение scaredy cat аналогично русской поговорке «пуганая ворона и куста боится». |
| 40 | Let Me Out!                 | «Выпусти меня!»                                                                                                | 06.11.2014                                                                            | Голодный Кот, который отчаянно хочет, чтобы его покормили, рушит утро хозяина! | |
| 41 | Catnip                      | «Кошачья мята»                                                                                                 | 04.12.2014                                                                            | Любопытный Кот сходит с ума от кошачьей мяты. | Серия вышла к Рождеству. |
| 42 | Butterflies                 | «Бабочки» | 12.02.2015                                                                            | У безумно влюблённого Кота происходит казус с коробкой бабочек. | Серия вышла ко Дню всех влюблённых. Butterfly также переводится как «внутренняя дрожь» (отсюда выражение «бабочки в животе»), что отражает и состояние съевшей бабочку кошки, и реакцию на это кота. |
| 43 | April Showers               | «Апрельские дожди»                                                                                             | 02.04.2015                                                                            | Осмотрительный Кот пытается остаться сухим, пока его убежище не сдуло! | |
| 44 | Pizza Cat                   | «Пиццекот» | 20.08.2015                                                                            | Голодный Кот забирает последний кусок! | |
| 45 | Box Clever                  | «Хитрый приём»                                                                                                 | 01.10.2015                                                                            | Упирающийся Кот делает всё, чтобы избежать поездки к ветеринару. | Английское идиоматическое выражение в заголовке изначально является спортивным термином из бокса и означает использование более слабым физически спортсменом своего интеллектуального превосходства, чтобы перехитрить более сильного соперника и выйти победителем. В то же время box переводится как «коробка». |
| 46 | Pug Life                    | «Жизнь с мопсом»                                                                                               | 05.11.2015                                                                            | Расстроенный Кот получает помощь от неожиданного гостя. | |
| 47 | Snow Cat                    | «Снеговикот»                                                                                                   | 03.12.2015                                                                            | Искусный Кот занимается творчеством на морозе! | Название образовано из английского слова snowman — «снеговик». |
| 48 | Tough Love                  | «Грубая любовь»                                                                                                | 05.02.2016                                                                            | Любопытный Кот создаёт себе большую проблему. | Серия вышла ко Дню всех влюблённых. |
| 49 | Fast Track                  | «Быстрый путь»                                                                                                 | 08.04.2016                                                                            | Игривый Кот охотится на стремительного противника. | |
| 50 | Field Trip                  | «Экскурсия по полю боя»                                                                                        | 13.05.2016                                                                            | Авантюрный Кот гуляет в диких условиях. | Словосочетание field trip в английском языке переводится как «экскурсия», «путешествие», а field можно перевести и как «луг», и как «поле боя». |
| 51 | Muddy Paws                  | «Грязные лапы»                                                                                                 | 03.06.2016                                                                            | Привередливый Кот берётся за генеральную уборку. | |
| 52 | Laser Toy                   | «Лазерная указка»                                                                                              | 15.07.2016                                                                            | Скучающий Кот видит свет! | |
| 53 | Fish Tank                   | «Аквариум» | 05.08.2016                                                                            | Любопытный Кот ловит на рыбалке неприятности. | |
| 54 | Trash Cat                   | «Мусорный кот»                                                                                                 | 02.09.2016                                                                            | Голодный Кот думает, что он нашёл обед в мусорном пакете. | |
| 55 | The Monster                 | «Чудовище» | 21.10.2016                                                                            | Храбрый Кот сталкивается с абсолютным возмездием! | Серия вышла к Хэллоуину. |
| 56 | Bed Sheets                  | «Одеяла» | 02.12.2016                                                                            | Любопытный Кот — под прикрытием. | |
| 57 | Little Box                  | «Коробочка» | 16.12.2016                                                                            | «Если я влезу, то я усядусь». Рождественский Кот пытается это проверить. | Серия вышла к Рождеству. |
| 58 | Dinner Date: Starters       | «Время ужина: Закуски»                                                                                         | 10.02.2017                                                                            | Кулинарный Кот помогает Саймону распаковать продукты. | Серия вышла ко Дню Святого Валентина. |
| 59 | Dinner Date: Main Course    | «Время ужина: Основное блюдо»                                                                                  | 17.03.2017                                                                            | «Близко и мурлычно». Кот снова в деле и портит планы неутомимого хозяина на романтический ужин. | |
| 60 | Dinner Date: Just Desserts  | «Время ужина: Просто десерты»                                                                                  | 28.04.2017                                                                            | «Навеки один?». Наконец-то Саймону выпал шанс подать ужин к свиданию, но у Кота, похоже, есть другие планы! Самом дерзким способом Кот приносит особого гостя, чтобы присоединиться к паре за столом… | |
| 61 | Copy Cat                    | «Котоподражатель»                                                                                              | 02.06.2017                                                                            | Любознательный Котёнок учится, копируя повадки. | Термин copycat в английском языке означает «подражатель». |
| 62 | Waiting Game                | «Выжидательная тактика»                                                                                        | 30.06.2017                                                                            | Любопытный Кот противостоит стихии. | Серия вышла перед релизом мобильной игры «Simon’s Cat — Crunch Time». |
| 63 | Bed Head                    | «У изголовья»                                                                                                  | 04.08.2017                                                                            | Обеспокоенный Кот практикует свой врачебный такт! | |
| 64 | Scratch Post                | «Когтеточка»                                                                                                   | 01.09.2017                                                                            | В случае соперничества в ход идут когти. | |
| 65 | Spider Cat                  | «Кот-паук» | 06.10.2017                                                                            | Любопытный Кот находит сборище жутких ползунов. | Серия вышла к Хэллоуину. Название созвучно Человеку-пауку. |
| 66 | Hambush                     | «Колбасада» | 02.11.2017                                                                            | Кот Саймона исподтишка препятствует попыткам Саймона сделать бутерброд с ветчиной. | Оригинальное название образовано от двух слов: ham (ветчина, окорок) и ambush (засада). |
| 67 | DIY                         | «Сделай сам»                                                                                                   | 16.11.2017                                                                            | Любопытный Кот помогает своему хозяину в благоустройстве дома. | Название происходит от аббревиатуры DIY (англ. Do It Yourself), означающую концепцию изготовления предметов обихода своими руками (в СССР известную как «сделай сам») |
| 68 | Fast Food                   | «Быстрое питание»                                                                                              | 23.11.2017                                                                            | Два голодных кота объединяют силы, чтобы сожрать праздничное пиршество. | Серия вышла ко Дню благодарения. |
| 69 | Kitten Crazy Time           | «Сумасшествие Котёнка»                                                                                         | 30.11.2017                                                                            | Кот обнаруживает, что у Котёнка тоже бывает сумасшедшее время! | |
| 70 | Fireworks                   | «Фейерверки»                                                                                                   | 08.12.2017                                                                            | Встревоженный Кот пытается спрятаться от праздничных торжеств. | |
| 71 | Christmas Yarn              | «Рождественская пряжа»                                                                                         | 15.12.2017                                                                            | Игривый Кот оставляет своего хозяина на морозе. | Серия вышла к Рождеству. |
| 72 | Head Over Heels             | «С головы до пят»                                                                                              | 09.02.2018                                                                            | Влюблённый Кот теряет голову от красивой королевы. | Серия вышла ко Дню Святого Валентина. |
| 73 | Purrthday Cake              | «Торт на День рождения»                                                                                        | 02.03.2018                                                                            | Любящий хозяин угощает своего кота специальным тортом для дней рождения котов, полным вкусной кошачьей еды! (которая точно не предназначена для людей)                                                | Серия вышла к 10-летию выхода первого эпизода. |
| 74 | The Tree (True Story!)      | «Дерево (Правдивая история!)»                                                                                  | 16.03.2018                                                                            | Саймон спешит на помощь Коту после того, как обнаружил его на дереве. | |
| 75 | Polished Paws               | «Полированные когти»                                                                                           | 06.04.2018                                                                            | Кот скользит и падает. | |
| 76 | Stretched Out               | «Вытянутый» | 04.05.2018                                                                            | Кот не любит спешить, даже если он голоден! | |
| 77 | Crow                        | «Ворона» | 27.05.2018                                                                            | Каркающая Ворона полна решимости нарушить покой Кота! | В серии впервые появляется новый персонаж — Ворона. |
| 78 | Armchair Fan                | «Диванный болельщик»                                                                                           | 15.06.2018                                                                            | Планы Саймона посмотреть Чемпионат мира по футболу рушатся четырёхлапым диванным болельщиком. | Серия вышла к Чемпионату мира по футболу 2018. |
| 79 | The Snip                    | «Надрез» | 29.06.2018                                                                            | Неподготовленный Кот узнаёт, что значит «надрез». | |
| 80 | Borderline                  | «Граница» | 10.08.2018                                                                            | Кот и граница, которую нельзя пересекать. | Первая часть трилогии про Джаза и его первое появление. |
| 81 | On The Fence                | «На заборе» | 17.08.2018                                                                            | Безжалостная кошачья Немезида не знает, что такое «сдаваться». | Вторая часть трилогии про Джаза. |
| 82 | Showdown                    | «Раскрытие карт»                                                                                               | 24.08.2018                                                                            | Кот и его младший брат идут лапа к лапе против Джаза в финальной схватке. | Третья и последняя часть трилогии. |
| 83 | Spooked!                    | «Испугался!»                                                                                                   | 12.10.2018                                                                            | Кот всерьёз чем-то напуган! | |
| 84 | Kitten vs. Snake            | «Котёнок против Змеи»                                                                                          | 02.11.2018                                                                            | Котёнок сталкивается с чем-то скользким… и плюшевым. Кто победит? | Серия вышла к Хэллоуину. |
| 85 | Festive Feast               | «Праздничный праздник»                                                                                         | 16.11.2018                                                                            | Когда пытаешься откусить больше, чем можешь прожевать. | Серия вышла ко Дню Благодарения. |
| 86 | Winter Games                | «Зимние игры»                                                                                                  | 16.12.2018                                                                            | Соревнующийся Кот пробует силы в зимних игр. | Рождественский выпуск. |
| 87 | Staircase                   | «Лестница» | 27.01.2019                                                                            | Вредный Кот любит играть в опасную игру с хозяином на лестнице. | |
| 88 | Blind Date                  | «Свидание вслепую»                                                                                             | 12.02.2019                                                                            | Романтичный Кот забирается на новую высоту в поисках свидания. | |
| 89 | Bathtime                    | «Время мыться»                                                                                                 | 28.03.2019                                                                            | Кот сбегает из дома из-за нежелания мыться. | Первая часть тетралогии «Пропавший кот» |
| 90 | HIde and seek               | «Прятки» | 17.05.2019                                                                            | Кот встречает кошечку на игровой площадке, но в то же время Саймон скучает по коту. | Вторая часть тетралогии «Пропавший кот» |
| 91 | Lost                        | «Потерялся» | 13.06.2019                                                                            | Хозяин ищет кота по всему городу, а кот попадает в разные неприятности в поисках хозяина. | Третья часть тетралогии «Пропавший кот» |

### Сборники
| №  | Название                                    | Дата выхода | Описание |
| -- | ------------------------------------------- | ----------- | --- |
| 1  | Kitten Collection                           | 17.07.2015  | Сборник серий с участием Котёнка. Включает серии: «Double Trouble», «Catnap», «Window Pain», «Icecapade», «Screen Grab», «Suitcase», «Pawtrait» и «April Showers».                                                                              |
| 2  | Christmas Collection                        | 18.12.2015  | Сборник «зимних» серий, приуроченный к Рождеству. Включает серии: «Snow Business», «Santa Claws», «Sticky Tape», «Fowl Play», «Icecapade», «Christmas Presence» (обе части), «Catnip» и «Snowcat».                                              |
| 3  | Garden Collection                           | 24.06.2016  | Сборник серий о приключениях Кота Саймона на природе. Включает серии: «Spring Time», «Nut Again», «April Showers», «Hop It», «Tongue Tied», «Ready, Steady, Slow!», «Flower Bed», «Butterflies», «Field Trip», «Smitten», «Cat Chat» и «Fetch». |
| 4  | Looking for Love (A Valentine’s Collection) | 03.02.2017  | «Кот Саймона ищет любовь неправильными способами…» Приурочен ко дню Святого Валентина. Включает серии: «Smitten», «Butterflies» и «Tough Love».                                                                                                 |
| 5  | A Day In The Life Of A Cat Owner            | 23.02.2017  | Показаны типичные отношения между кошками и их хозяевами с точки зрения «Кота Саймона». Включает серии: «Cat Man Do», «Feed Me», «Hot Water», «Cat & Mouse», «Muddy Paws», «Pizza Cat», «Bed Sheets», «TV Dinner» и «Let Me Out».               |
| 6  | Me Time                                     | 31.03.2017  | «Бывает ли вам трудно уделить хоть немного времени на отдых, когда рядом кот? Саймону — да…» Включает серии: «Crazy Time», «TV Dinner», «Scary Legs», «Fly Guy», «Scaredy Cat» и «Laser Toy».                                                   |
| 7  | A Year In The Life Of A Cat                 | 09.06.2017  | «Вы когда-нибудь задумывались, как ваши котодрузья относятся ко всем временам года?» Включает серии: «April Showers», «Hop it», «Smitten», «Field Trip», «Nut Again», «Cat Chat», «Icecapade» и «Snow Business».                                |
| 8  | In Need Of A Holiday                        | 23.06.2017  | Включает серии: «Box Clever», «Cat & Mouse», «Suitcase», «Screen Grab», «Let Me In» и «Let Me Out». |
| 9  | Cat Dad Looking For Love                    | 03.08.2017  | Включает серии: «Cat & Mouse», «Muddy Paws», «Bed Sheets», «Dinner Date: Starters», «Dinner Date: Main», «Dinner Date: Just Desserts», «Pizza Cat» и «Fish Tank».                                                                               |
| 10 | Tiny Terror                                 | 07.12.2017  | Второй сборник серий с участием Котёнка. Включает серии: «Muddy Paws», «Bed Sheets», «Mirror Mirror», «Scratch Post», «Copy Cat», «Waiting Game» и «Kitten Crazy Time».                                                                         |
| 11 | Paws & Chores                               | 07.12.2017  | Включает серии: «Hidden Treasure», «The Monster», «Washed Up», «The Box», «Lunch Break», «Shelf Life», «DIY», «Bed Sheets» и «Muddy Paws». |
| 11 | Love me, love my cat!                       | 14.02.2018  | Включает все части «Dinner Date». |

### Вне серии
- Simon’s Sister’s Dog in: Fed Up (с англ. — «Собака сестры Саймона в фильме: Сыт по горло»; для RSPCA). Фильм рассказывает не о коте, а о «Собаке сестры Саймона»; был выпущен к Рождеству 2008 года. Он оканчивается призывом Королевского общества по предотвращению жестокости к животным (RSPCA) не кормить животных объедками со стола.
- Simon’s Cat Beyond the Fence (с англ. — «Кот Саймона сам по себе»), реклама на Британском телевидении (24.11.2010).

### Уроки рисования от Саймона
| №  | Оригинальное название      | Русское название               |
| -- | -------------------------- | ------------------------------ |
| 1  | Simon Draws: Simon’s Cat   | Саймон рисует: Кот Саймона     |
| 2  | Simon Draws: The Kitten    | Саймон рисует: Котёнок         |
| 3  | Simon Draws: The Hedgehog  | Саймон рисует: Ёж              |
| 4  | Simon Draws: The Dog       | Саймон рисует: Собака          |
| 5  | Simon Draws: Rabbits       | Саймон рисует: Кролики         |
| 6  | Simon Draws: Simon         | Саймон рисует: Саймон          |
| 7  | Simon Draws: Mice          | Саймон рисует: Мыши            |
| 8  | Simon Draws: Toads & Frogs | Саймон рисует: Жабы и Лягушки  |
| 9  | Simon Draws: Tabby Cats    | Саймон рисует: Полосатые коты  |
| 10 | Simon Draws: Persian Cats  | Саймон рисует: Персидские коты |
| 11 | Simon Draws: Siamese Cats  | Саймон рисует: Сиамские коты   |
| 12 | Simon Draws: Squirrels     | Саймон рисует: Белки           |

### Кошачья логика от Саймона
Серия мультиков со вставками живой съёмки, которая объясняет кошачьи особенности и повадки и рассказывает, как сделать кошек счастливыми и здоровыми. Информация представлена и рассказана Саймоном Тофилдом (анимированное вступление и живые съёмки) совместно с кошачьим бихевиористом Никки Треворроу. Каждая серия содержит анимацию с котами, а также фрагменты мультфильмов о коте Саймона.
| №  | Оригинальное название                      | Русское название                                   | Дата выхода      |
| -- | ------------------------------------------ | -------------------------------------------------- | ---------------- |
| 1  | Why Do Cats Have A 'Crazy Time'?           | Почему у кошек есть «сумасшедшее время?»           | 28 января 2016   |
| 2  | Do Cats Fall In Love?                      | Влюбляются ли коты?                                | 12 февраля 2016  |
| 3  | In or Out? Why Are Cats So Indecisive?!    | Войти или выйти? Почему коты такие нерешительные?! | 21 апреля 2016   |
| 4  | Why Do Cats Love Boxes?!                   | Почему коты любят коробки?!                        | 19 мая 2016      |
| 5  | Why Do Cats Sleep in Unusual Places?!      | Почему коты спят в необычных местах?!              | 16 июня 2016     |
| 6  | How Do Cats Stay So Clean!?                | Как коты остаются такими чистыми?!                 | 21 июля 2016     |
| 7  | Things You Didn’t Know About Feeding Time! | То, что вы не знали о кормёжке!                    | 18 августа 2016  |
| 8  | Things You Didn’t Know About Ragdolls!     | То, что вы не знали о рэгдоллах!                   | 16 сентября 2016 |
| 9  | Does Your Cat Bring You «Gifts»?           | А ваш кот приносит «подарки»?                      | 20 декабря 2016  |
| 10 | Do Cats Really Hate Water?                 | Действительно ли коты ненавидят воду?              | 10 марта 2017    |
| 11 | Is Your Cat Talking To You?                | Ваш кот разговаривает с вами?                      | 16 июня 2017     |
| 12 | Learn To Speak Cat                         | Учимся говорить по-кошачьи                         | 28 июля 2017     |
| 13 | Things you didn’t know about cat play!     | То, что вы не знали об играх кошек!                | 22 сентября 2017 |
| 14 | Are Black Cats Unlucky?                    | Чёрным кошкам не везёт?                            | 27 октября 2017  |
| 15 | What makes a great gift for a cat?         | Что может стать отличным подарком для кошки?       | 24 ноября 2017   |
| 16 | Why do cats go crazy for Catnip?           | Почему кошки сходят с ума от кошачьей мяты?        | 22 декабря 2017  |
| 17 | Territorial Behaviour!                     | Территориальное поведение!                         | 16 февраля 2018  |
| 18 | When Your Cat Goes Missing                 | Когда твой кот пропал                              | 10 июня 2018     |
| 19 | Cats on the Move                           | Кошки в движении                                   | 5 октября 2018   |

## Книги
Книги, созданные Саймоном Тофилдом.
| № | Оригинальное название                  | Русское название                                    | Дата выхода     | ISBN                   |
| - | -------------------------------------- | --------------------------------------------------- | --------------- | ---------------------- |
| 1 | Simon’s Cat                            | Кот Саймона                                         | 1 октября 2009  | ISBN 978-1-84767-481-4 |
| 2 | Simon’s Cat: Beyond the Fence          | Кот Саймона: сам по себе                            | 7 октября 2010  | ISBN 978-1-84767-484-5 |
| 3 | Simon’s Cat: in Kitten Chaos           | Кот Саймона: Испытание котёнком                     | 1 октября 2011  | ISBN 978-0-85786-078-1 |
| 4 | Simon’s Cat vs. The World!             | Кот Саймона. Игра без правил                        | 4 октября 2012  | ISBN 978-0-85786-080-4 |
| 5 | Simon’s Cat: Feed Me!                  | Кот Саймона. Покорми меня!                          | 6 декабря 2012  | ISBN 978-0-85786-277-8 |
| 6 | Wake Up!                               | Кот Саймона. Вставай!                               | 6 декабря 2012  | ISBN 978-0-85786-773-5 |
| 7 | Play Time!                             | Кот Саймона. Давай играть!                          | 6 декабря 2012  | ISBN 978-0-85786-771-1 |
| 8 | The Bumper Book of Simon’s Cat         | Кот Саймона. Юбилейный сборник                      | 3 октября 2013  | ISBN 978-0-85786-079-8 |
| 9 | Off to the Vet…and Other Cat-astrophes | Кот Саймона. У ветеринара, или 33 прививки от скуки | 29 октября 2015 | ISBN 978-1-78211-587-8 |

## Персонажи
- Кот Саймона: главный герой. Его выходки, часто ради еды, раздражают хозяина — Саймона. Он любит кошачью еду, но также наслаждается птицами, мышами и рыбой из бассейна Саймона. Больше всего юмора в книге в попытках кота поймать птиц, мышей и рыбу. Кот Саймона официально не имеет имени, но Саймон Тофилд говорит, что прототип — его собственный кот Хью[134].
- Саймон: многострадальный хозяин кота. Также появлялся в книге.
- Котёнок: впервые появляется в «Double Trouble» (одновременно была выпущена книга «Simon’s cat in kitten chaos»). В общем, типичный Кот Саймона в детстве. Старший Кот относится к нему враждебно, потому что видит в нём только соперника, но котёнок совершенно не боится его и может нагло есть из его миски. Прототипом котёнка стал младший кот Саймона Тофилда Тедди, который аналогичным образом соперничает со старшим котом Хью.
- Собака сестры Саймона: впервые появляется в эпизоде «Fed Up», в котором её кормят под семейным столом; также появляется в книге. Как и многие собаки, любит приносить палку, что показано в серии «Fetch».
- Птицы: одна из птиц появляется в «Snow Business», где провоцирует кота на битву снежками. Выступают в качестве болельщиков в «Ready, Steady, Slow!». Также в четырёх сериях («Santa Claws», «Hidden Treasure», «Catnap» и «DIY») появлялась игрушечная птица.
- Ёж: впервые появляется в «Cat Chat». Живёт на заднем дворе у Саймона. Кот Саймона любит надоедать Ежу, накалывая предметы (например, яблоки, листья и теннисные мячи) на его иглы. У ежа есть дети. Появлялся в книге.
- Лягушка / Жаба: появляется в «Tongue Tied»; не любит Кота за то, что тот лизнул её, чтобы съесть (после этого у кота на языке появилась бородавка). Также появлялась в книге, где кот Саймона показал цапле, где живёт лягушка. Хорошо, что когда Кот привёл цаплю, лягушка уже выпрыгнула.
- Кролик: появляется в «Hop It». Хулиганистый Кот Саймона любит за ним охотиться, но Кролик и сам оказывается не так прост.
- Игрушечная мышка: появляется в «Hidden Treasure», когда кот ищет закатившийся под холодильник мяч. В серии «Cat & Mouse» лежала на системном блоке компьютера Саймона. Появлялась в книге.
- Садовый гном: статуэтка садового гнома наподобие того, что сломал кот в фильме «Let Me In». Впервые появляется в «Hop It» как часть общего фрейма. В книжной версии Гном часто держит в руках удочку или сеть. Кот Саймона часто пытается привлечь гнома в союзники в его планах по добыче еды. Кот считает гнома своим другом, видимо, не понимая, что это — неживой объект.
- Белка: появляется в «Nut Again», где бросается орехами в кота.
- Улитка: появляется в «Ready, Steady, Slow!» — в этой серии её хотел съесть Ёж. Появлялась в книге.
- Червяк: появляется в «Tongue Tied» — его съела лягушка. Также появлялся в книге.
- Муха: появляется в «Fly Guy» — когда Кот её поймал, он положил Саймону муху в рот и тот её проглотил.
- Паук: появляется в «Scary Legs», где, сам того не желая, пугает Саймона, и в «Washed Up», где за ним гоняется Кот.
- Кошка Хлоя[d]: появляется в сериях «Smitten» и «Butterflies», где Кот пытается привлечь её внимание. Носит ошейник с сердечком. В серии «Smitten» дала Коту пощёчину.
- Полосатая кошка, появляющаяся в серии «Tough Love», сама пытается подружиться с Котом, но тот в конце концов её отвергает.

### Исключительно книжные персонажи
- Соседский кот: кот, с которым Кот Саймона постоянно делит территорию двора.
- Деревенский кот: одноглазый кот, с которым Кот Саймона познакомился, когда сбежал из дома. Он живёт на ферме и у него есть хозяйка. Кот любит потешаться над Котом Саймона, потому что тот, будучи домашним котом, не способен прижиться на ферме.
- Мыши: группа наглых грызунов, потешающихся над Котом Саймона любыми возможными способами.
- Крот: когда Кот Саймона его впервые увидел, то очень сильно испугался.
- Шмель: вполне достойная замена мухе.

## Книги по сериалу
В январе 2009 года было объявлено, что «Кот Саймона» будет издан в виде книги. Canongate выпустило книгу 1 октября 2009 года в Великобритании. Пятый эпизод Кота Саймона «Hot Spot» был выпущен 28 сентября 2009 года, незадолго до выхода книги.
В ноябре 2010 года в свет вышла вторая книга «Simon’s Cat: Beyond the Fence» («Кот Саймона сам по себе»), в которой хулиганистый кот отправляется навстречу новым приключениям, которые ждут его не только в стенах хозяйского дома.